# Rod Eyot
Rod Eyot oder Rod Ait ist eine Insel in der Themse in England bei Henley-on-Thames flussaufwärts des Hambledon Lock.
Auf der Insel gibt es zehn Holzhäuser und ein Ziegelhaus. Die Insel ist nur mit dem Boot zu erreichen. Der Schiffsverkehr passiert die Insel auf beiden Seiten. Einige der Häuser sind ständig bewohnt, während andere reine Wochenendhäuser sind. Alle Häuser haben eine Anlegestelle.
Bis die Insel 1907 durch die Stadtverwaltung von Henley verkauft wurde, war sie unter dem Namen Corporation Island bekannt. Damals stand nur das Ziegelhaus, das von einem Hufschmied bewohnt wurde, der die Hufeisen der Pferde anfertigte, die die Schiffe auf der Fluss zogen.
Ein Gemälde im Besitz der englischen Königin Elisabeth II. zeigt Rod Eyot als Teil einer Gruppe von unbewohnten niedrigen Inseln.